# St. Margaretha (Roggersdorf)

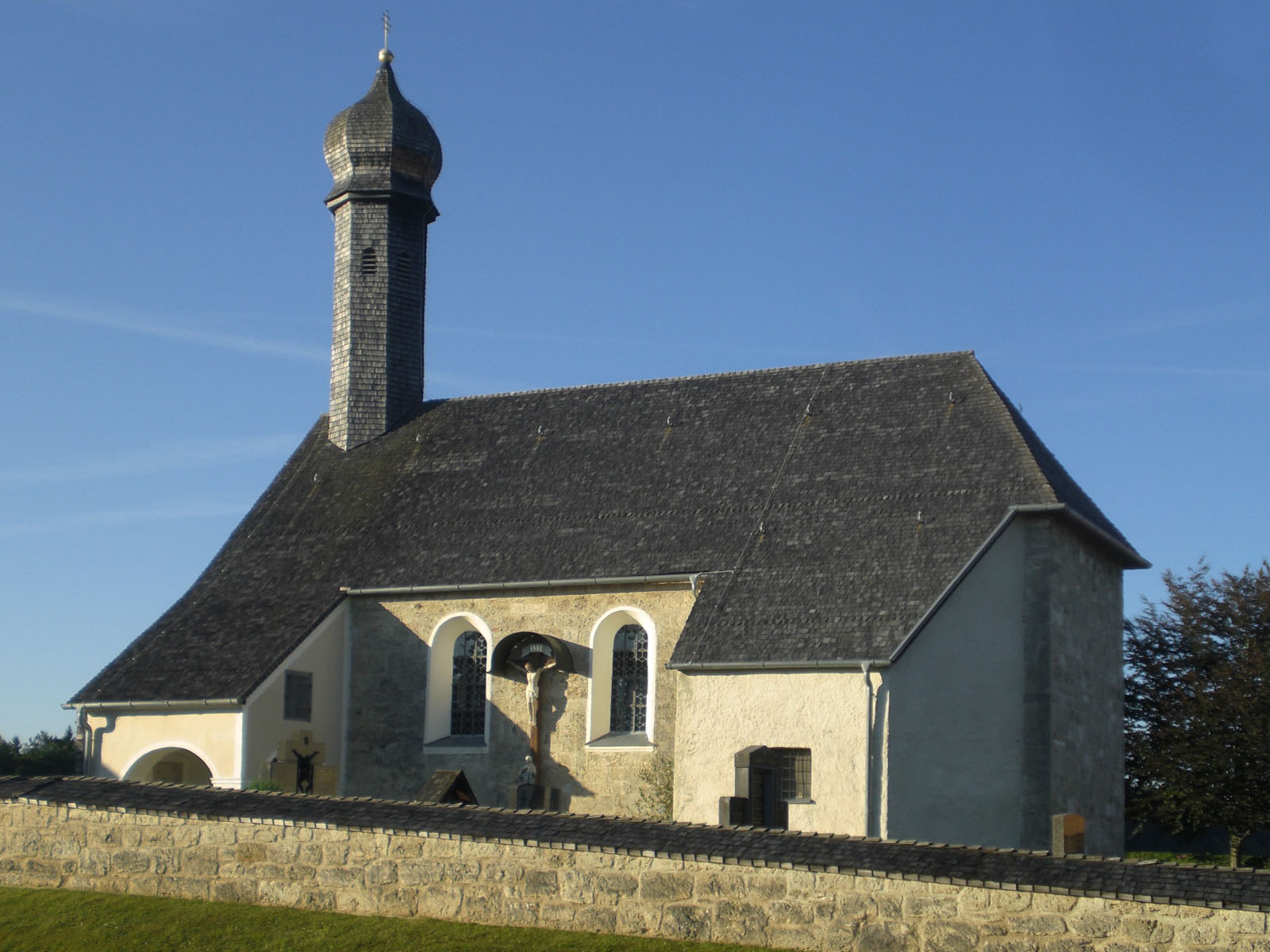
St. Margaretha in Roggersdorf

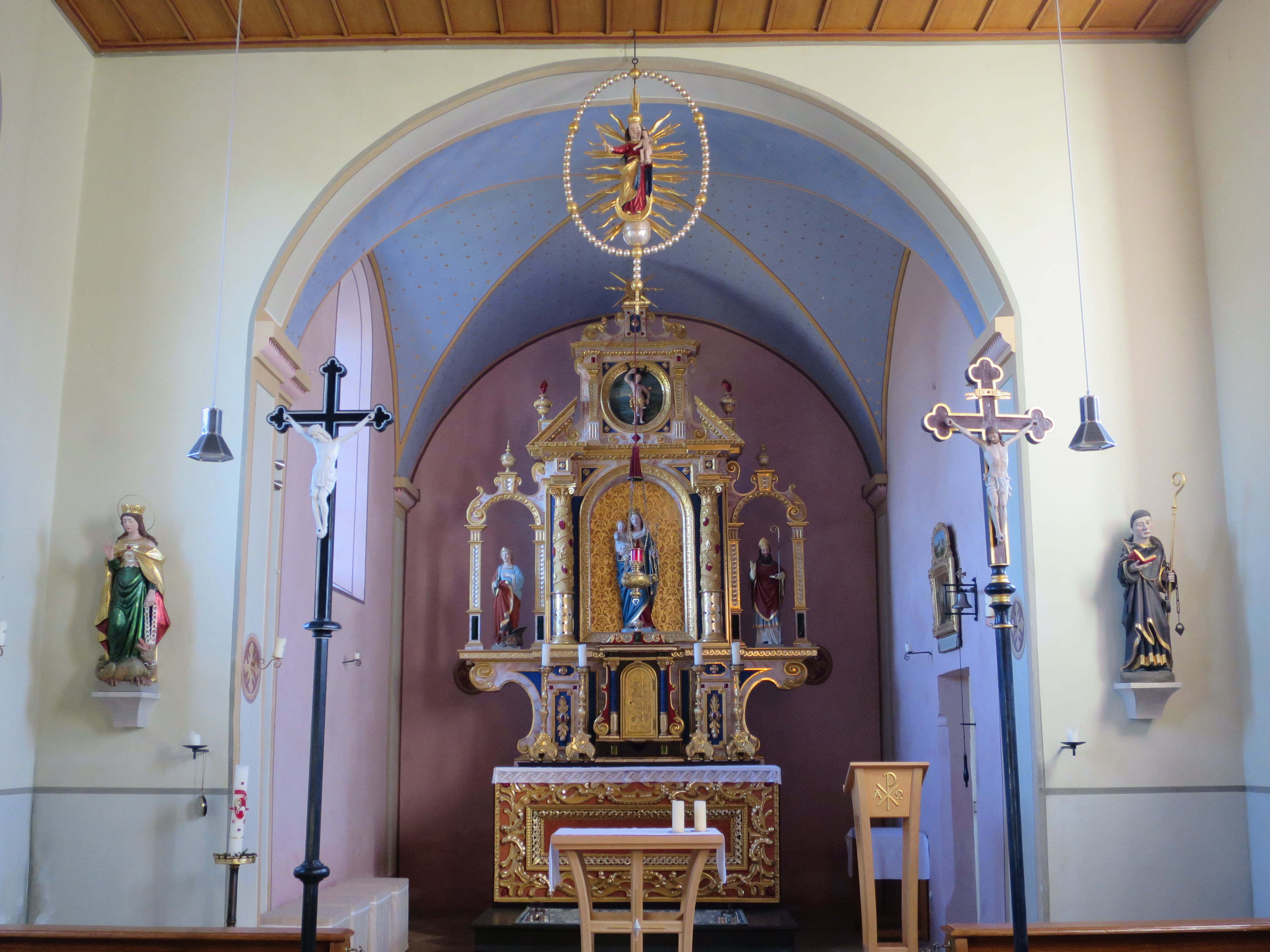
Innenansicht

Die römisch-katholische Filialkirche St. Margaretha steht in Roggersdorf, einem Gemeindeteil des Marktes Holzkirchen im oberbayerischen Landkreis Miesbach. Sie ist in der Liste der Baudenkmäler in Holzkirchen (Oberbayern) unter der Nr. D-1-82-120-56 eingetragen. Die Kirche gehört zum Dekanat Miesbach des Erzbistum München und Freising.

## Beschreibung
Die im Kern spätromanische Saalkirche aus Tuffstein wurde 1696–1709 barock umgestaltet. Sie besteht aus dem Langhaus, dem eingezogenen Chor im Osten, der Sakristei an der Südwand des Chors und einem Vorbau an der Südwand des Langhauses, in dem sich das Portal befindet. Über dem Giebel der Fassade im Westen erhebt sich ein mit Schindeln verkleideter achteckiger Dachreiter, der mit einer Zwiebelhaube bedeckt ist.
Der Innenraum des Langhauses ist mit einer Flachdecke überspannt, der des Chors mit einem Kreuzgratgewölbe. Der Hochaltar mit der Skulptur einen gekrönten Madonna mit Kind, die von Skulpturen des Simon Petrus und des Evangelisten Johannes flankiert wird, wurde 1630 aufgestellt. Im Altarauszug ist der heilige Sebastian dargestellt. 
Das Brüstungspositiv mit kurzer Oktave wurde am Ende des 18. Jahrhunderts von einem unbekannten Orgelbauer gebaut.